# Amphiophiura rowetti
Amphiophiura rowetti is een slangster uit de familie Ophiuridae.
De wetenschappelijke naam van de soort werd in 1923 gepubliceerd door G.A. Smith.